# Jonas Quastel
Jonas Quastel est un réalisateur, acteur et scénariste israélien, né à Jérusalem.

## Filmographie

### Réalisateur
- 1999 : Hapless
- 2002 : The Untold
- 2004 : Ripper 2
- 2004 : Premonition

### Acteur
- 1992 : Jennifer Eight

### Scénariste
- 1994 : Crackerjack de Michael Mazo
- 1996 : Listen
- 1999 : Poltergeist
- 2002 : The Untold
- 2004 : Ripper 2
- 2005 : Sub Zero

## Distinctions
- 2008 : Leo Award du meilleur réalisateur de long métrage dramatique